# Japán kajszi
A japán kajszi vagy kínai kajszi (Prunus mume) a Prunus nemzetségbe tartozó faj, a kajszibarack és a szilva rokona. Kínai szilvaként is emlegetik. Virágjára „szilvavirágként” hivatkoznak.
Gyümölcsét a kínai, japán és koreai gasztronómiában széleskörűen felhasználják, Koreában a virágával likőrt is ízesítenek.

## Galéria

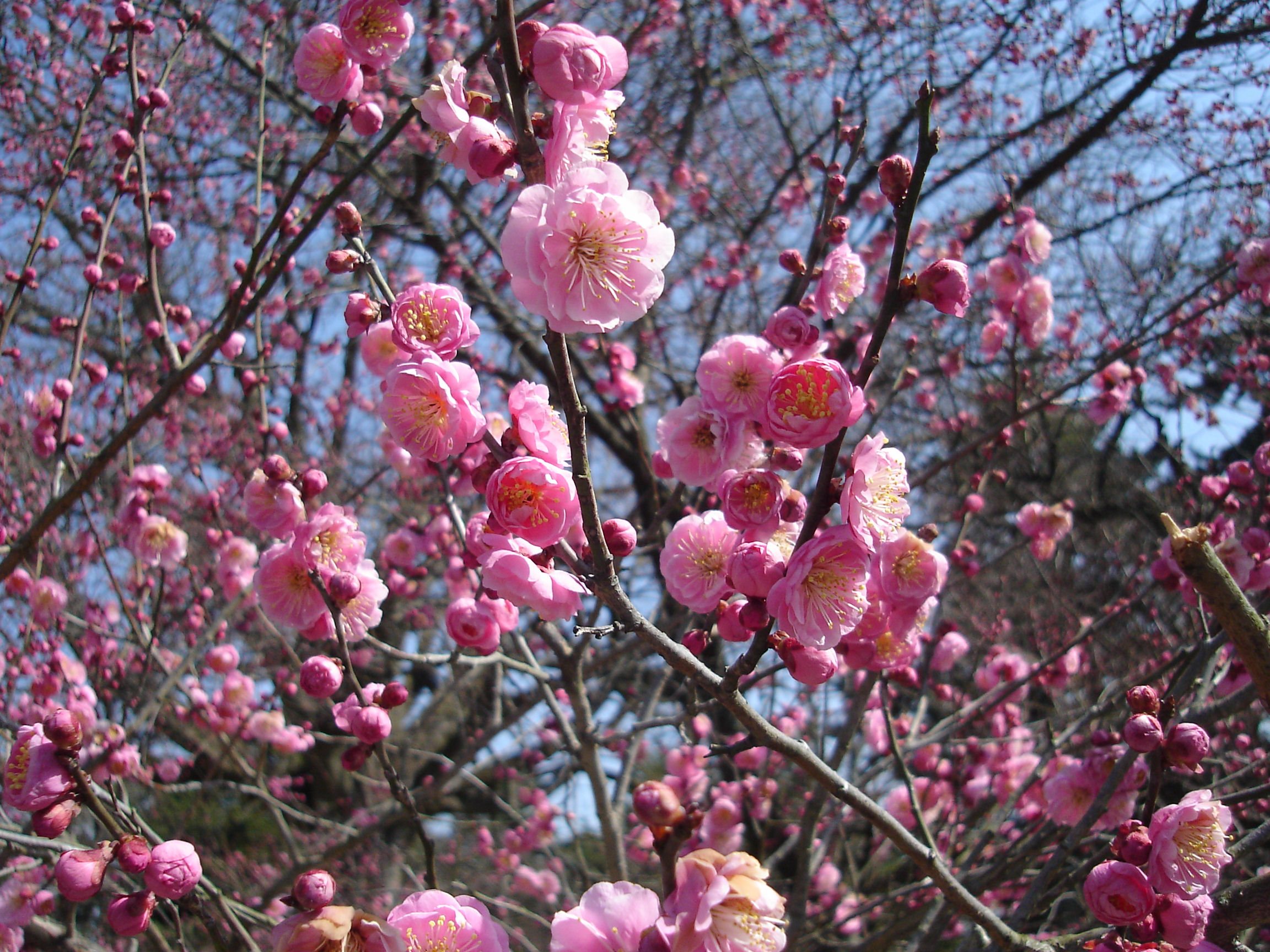
Virágzik a japán kajszi Kiotóban
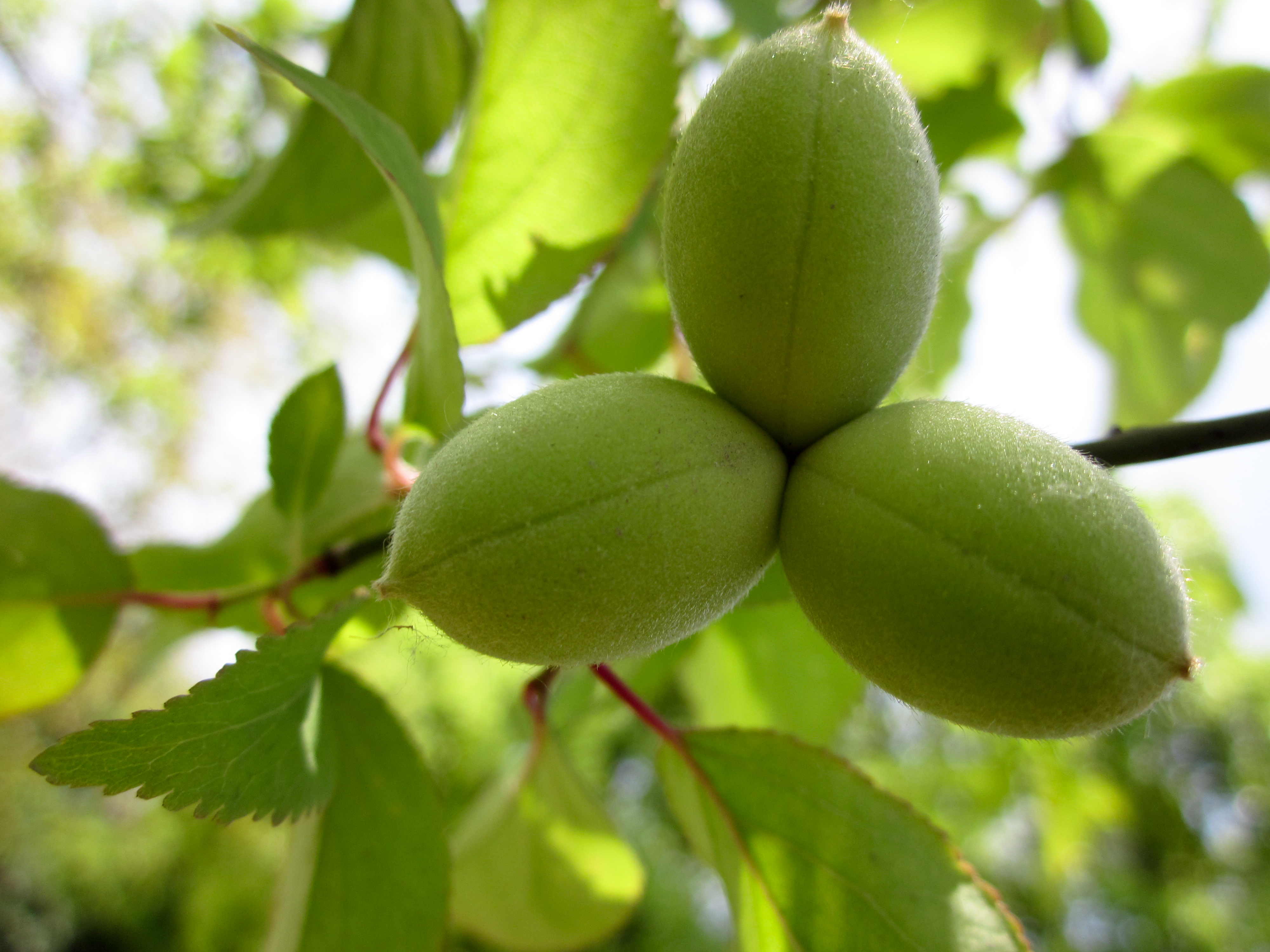
Gyümölcse
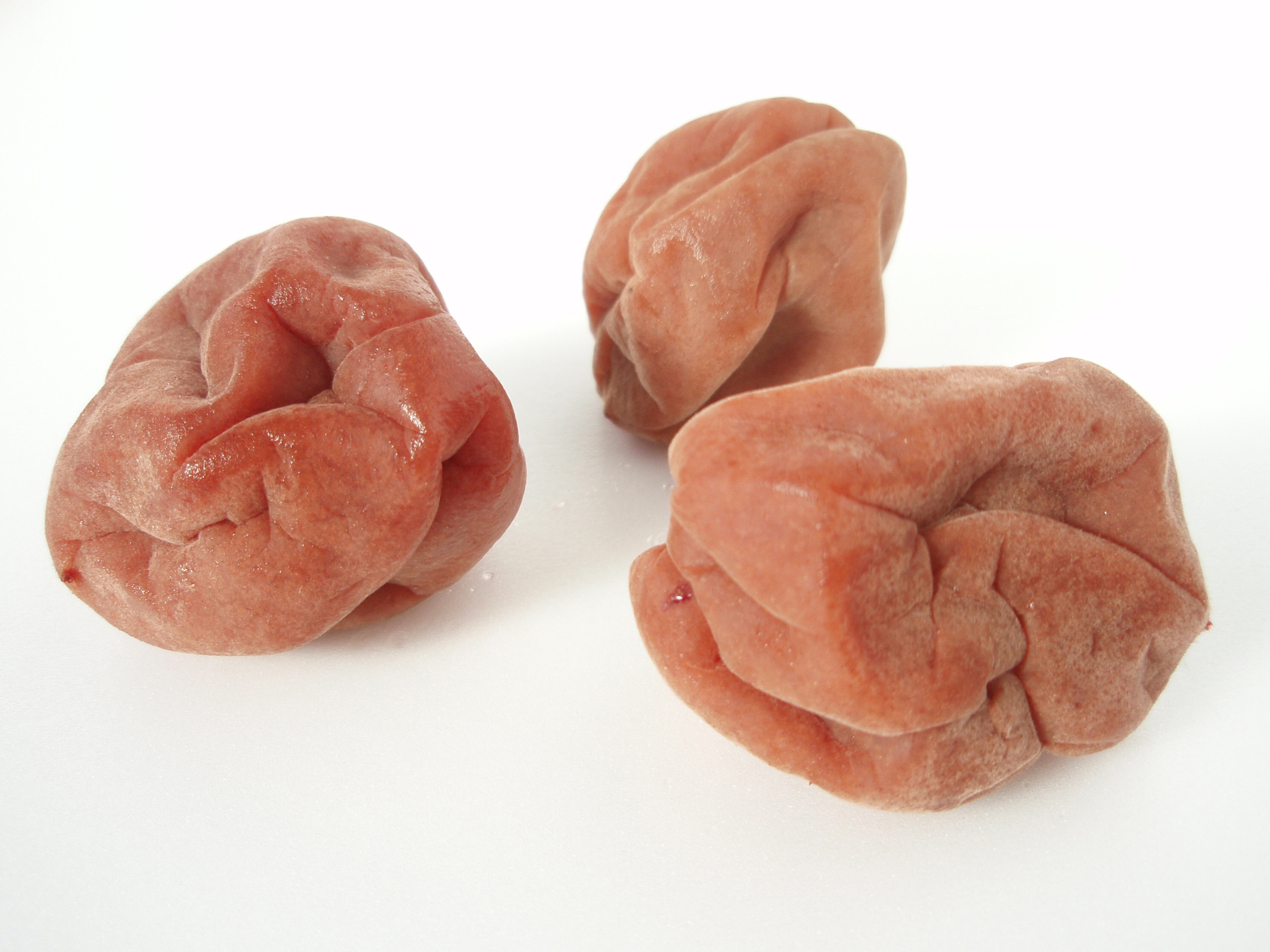
Umebosi, szárított japán kajszi
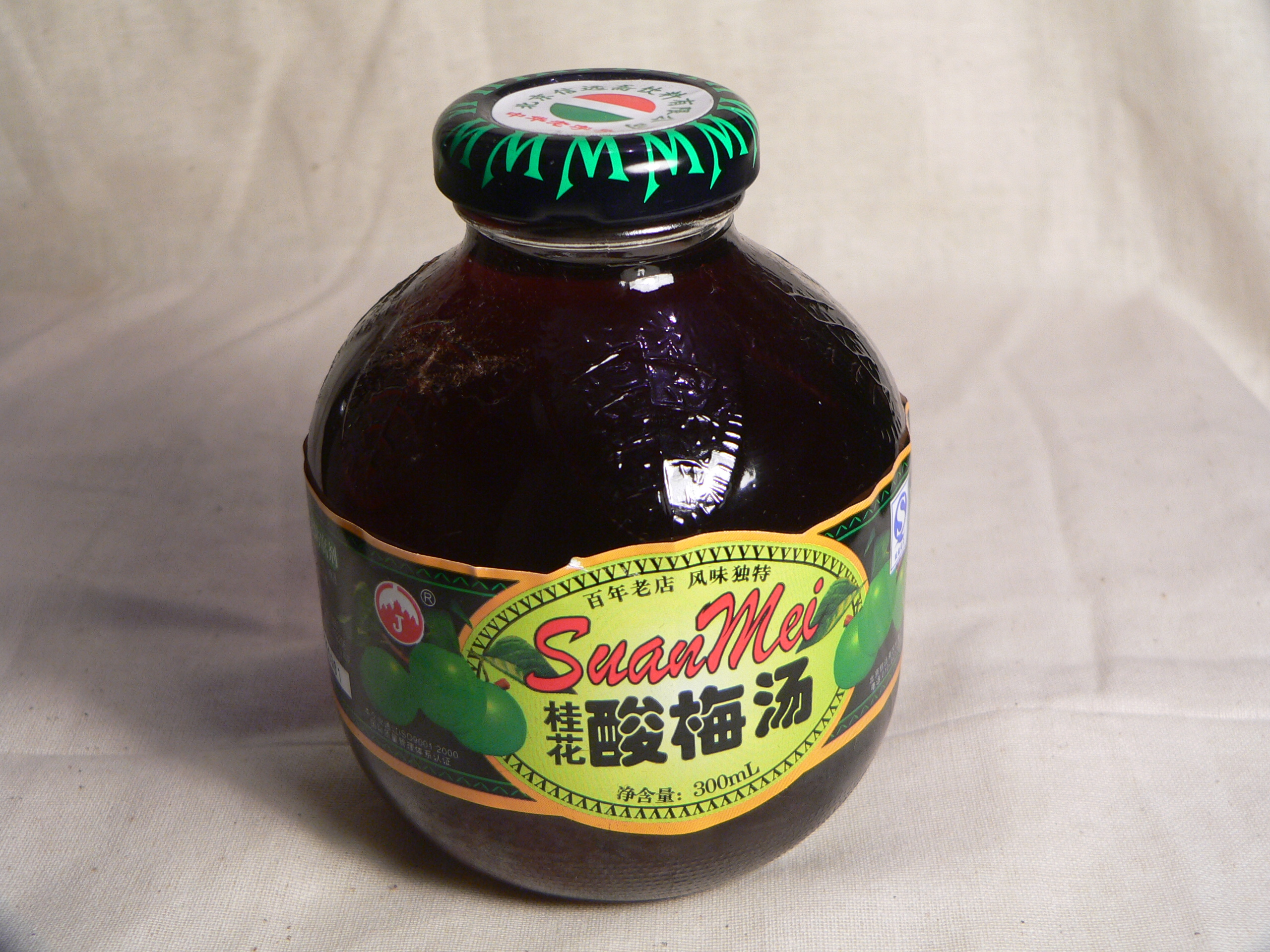
Szuanmejtang, japán kajsziból készült, édes-savanykás kínai ital
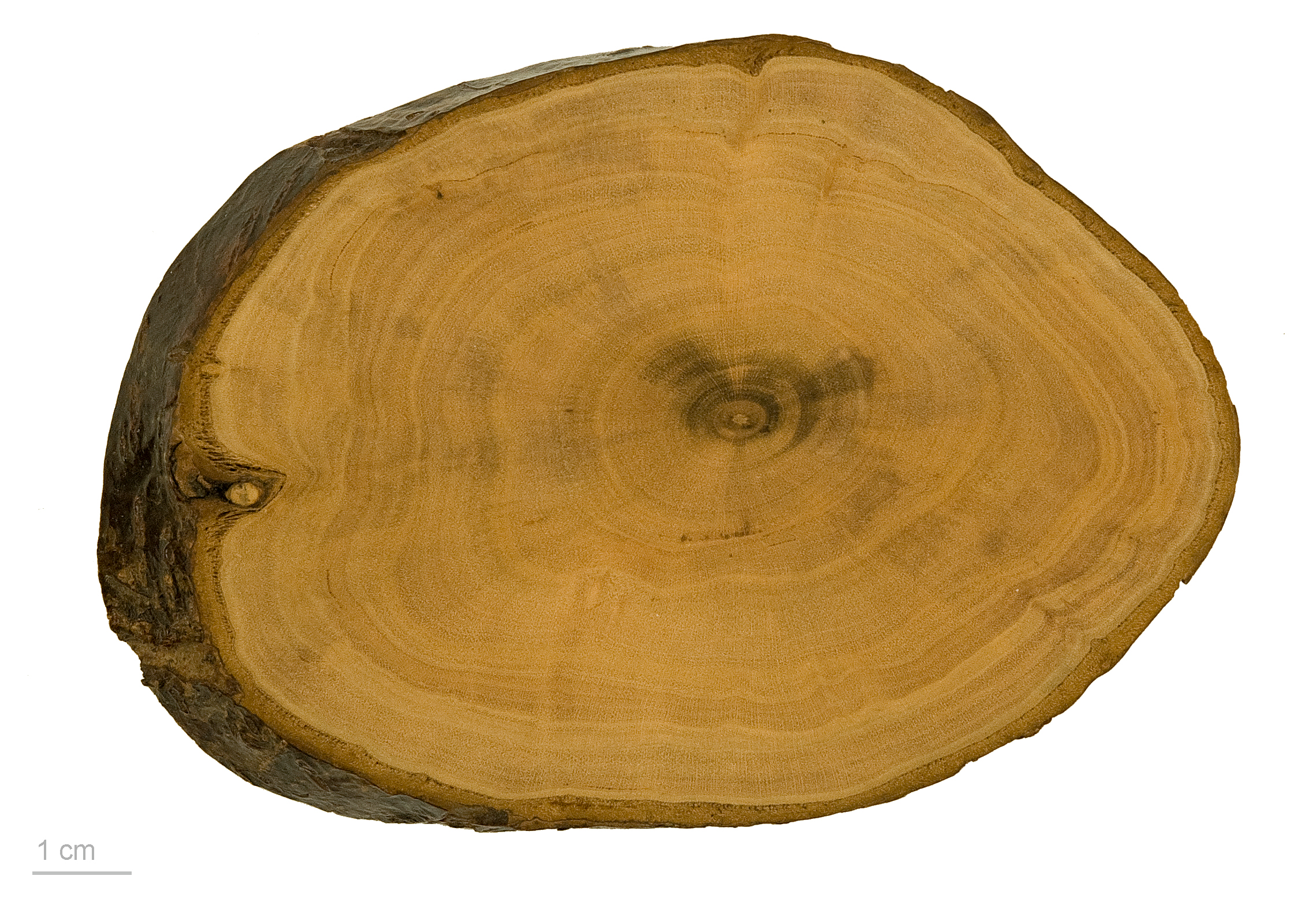
A fa törzsének metszete